# Пики (игра)
Пики — американская карточная игра. Появилась в 1930-х годах.

## Ход игры

### Начало игры
Для игры нужна колода в 52 карты, ручка и лист бумаги для записи результатов. Играют в пики парами, союзники садятся напротив. Таким образом, если места обозначать по сторонам света, то Север-Юг играют против Востока-Запада. Жребием выбирается первый сдающий, в последующих сдачах сдаёт сидящий слева от предыдущего сдающего. Сдающий перетасовывает колоду, даёт снять противнику справа и, начиная с противника слева, раздаёт по одной карте. Всего игроки получают по 13 карт.

### Объявление контракта
После раздачи начинается второй этап игры — объявление контракта. Первым начинает игрок, сидящий слева от сдающего. Он называет количество взяток от 1 до 13, на которое претендуют его карты без помощи карт партнёра. Также можно объявить ноль, если игрок считает, что его карты не возьмут ни одной взятки. В некоторых компаниях можно объявить ноль втёмную, не глядя карт. После объявления первого игрока очередь переходит к игроку слева. Если один игрок объявил ноль, то его партнёр не имеет права заказывать ноль. Также по договорённости на этом этапе игрок команды, отстающей на 100 и более очков, может поменяться двумя картами с партнёром.

### Розыгрыш
После того, как партнёры объявили количество взяток, начинается розыгрыш. Первым ходит игрок, сидящий справа от сдающего. Он выкладывает на стол одну карту. Далее все игроки по очереди кладут свои карты. Скидывать по масти обязательно, если карты такой масти нет, можно класть любую карту. Козырной мастью в игре всегда являются пики, именно по этой причине игра получила своё название. Старшинство традиционное: 2, 3, 4, 5, 6, 7, 8, 9, 10, Валет, Дама, Король, Туз. Взятку берёт тот, кто:
- Выложил старшую карту масти хода
- Положил козыря (при нескольких козырях во взятке взятку выигрывает владелец старшего козыря)
- Пошёл с козыря и получил в ответ карты обычных мастей

Целью розыгрыша является взятие парой заказанного числа взяток и, по возможности, срыв контракта соперников. При этом важно взятое в сумме число взяток. Например: Север заказал 3, а Юг 5. Контракт считается выигранным, если Север и Юг возьмут вместе 8 взяток, распределение взяток между партнёрами не играет роли.

### Подсчёт очков
После окончания сдачи подсчитываются очки. Контракт выигран, если:
- Партнёры вместе взяли столько взяток, сколько заказали (можно брать больше взяток, но это нежелательно)
- Тот из партнёров, кто заказал ноль, не взял ни одной взятки.

Очки за ноль и за заказанные партнёром взятки считаются отдельно (если провален ноль, то может быть выигран контракт на взятки и наоборот), очки за контракты суммируются. При этом, если тот, кто закажет ноль, возьмёт взятку, то она считается в контракте на взятки (Например, Север заказал 0, а юг 8. Если Север возьмёт 1, а Юг 7, то ноль считается проваленным, а контракт юга на 8 взяток выполненным). При заказе взяток обоими партнёрами учитывается только сумма взяток (как заказанных, так и взятых). Распределение их не важно.
За выигранный контракт партнёры получат очков (а за проигранный столько же теряют):
- Ноль — 100 очков,
- Ноль втёмную — 200 очков,
- Контракт на взятки — 10*количество заказанных взяток.

При выигрыше лишних взяток партнёры получают 1 очко за каждую лишнюю взятку, но после выигрыша десятой (двадцатой, тридцатой и т. д.) лишней взятки партнёры теряют 100 очков. Количество лишних взяток («мешков песка») видно по последней цифре счёта. Если заказано 8, а взято 9, то к счёту прибавят 81 очко. Если до этого было например 99 очков, то партнёров штрафуют (десятый мешок песка)

### Окончание игры
Если после сдачи у одной из пар число очков превысило 500 или опустилось ниже −200, то сторона с большим количеством очков выигрывает. При равенстве играют ещё сдачу. Также можно играть до любого другого разумного количества очков, например до тысячи.

## Интернет-Пики
В Windows есть приложение Интернет-Пики, позволявшее играть в пики по интернету с другими людьми.